# Pons asinorum

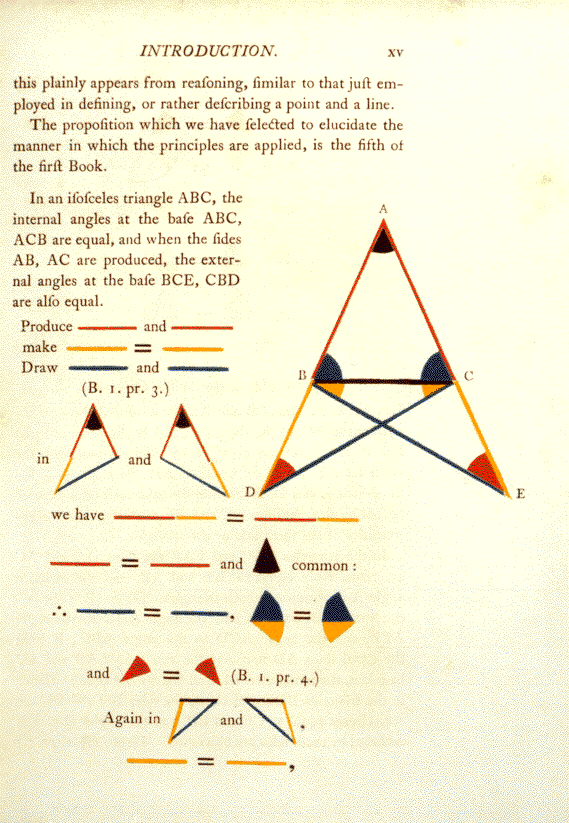
O pons asinorum na edição de Byrne de Os Elementos mostrando parte da prova de Euclides.

Pons asinorum  (latim pronúncia: [ˈpons asiˈnoːrʊm]; Inglês /ˈpɒnz ˌæsɪˈnɔərəm/)("ponte de burros") é uma expressão latina usada em geometria e também para explicitar uma metáfora. Ela indica um raciocínio, uma proposta ou um conjunto de propostas que, embora perfeitamente demonstrados, permanecem mal compreendidas.'
Em geometria, a afirmação de que os ângulos opostos a lados iguais de um triângulo isósceles são eles próprios iguais é conhecido como o pons asinorum. Esta declaração é a Proposição 5 do Livro 1 em Os Elementos de Euclides, e também é conhecido como o teorema do triângulo isósceles. O inverso também é verdadeiro: se dois ângulos de um triângulo são iguais, então os lados opostos são também iguais.

## Provas

Prova de Proclus

Os Elementos de Euclides, Livro 1 proposição 5; pons asinorum

### Euclides e Proclus
A afirmação de Euclides da pons asinorum inclui uma segunda conclusão que se os lados iguais do triângulo são estendidos abaixo da base, então os ângulos entre as extensões e a base também são iguais. A prova de Euclides envolve o desenho de linhas auxiliares para estas extensões. Mas, como o comentarista de Euclides Proclus apontou, Euclides nunca usa a segunda conclusão e sua prova poderia ser simplificada ao desenhar as linhas auxiliares para os lados do triângulo em vez disso, e o resto da prova se procedendo mais ou menos da mesma maneira. Tem havido muita especulação e debate do porquê, dado que torna a prova mais complicada, Euclides acrescentou a segunda conclusão do teorema. Uma explicação plausível, dada por Proclus, é que a segunda conclusão pode ser usada em possíveis objeções às provas posteriores de proposições onde Euclides não abrange todos os casos. A prova baseia-se fortemente no que hoje é chamado de congruência, a proposição anterior em Os Elementos.

## Em produto interno
O teorema do triângulo isósceles se apoia mais no produto interno do que os números reais ou complexos. Em tais espaços, é preciso um formulário que diz de vetores x, y e z que se
{\displaystyle x+y+z=0{\text{ and }}\|x\|=\|y\|,\,}
então,
{\displaystyle \|x-z\|=\|y-z\|.\,}
Já que
{\displaystyle \|x-z\|^{2}=\|x\|^{2}-2x\cdot z+\|z\|^{2},\,}
e
{\displaystyle x\cdot z=\|x\|\|z\|\cos \theta \,}
onde θ é o ângulo entre os dois vetores, a conclusão do produto interno em forma de teorema é equivalente à declaração sobre a igualdade de ângulos.

## Uso como metáfora
Uso do termo pons asinorum como uma metáfora incluem:
- O termo pons asinorum, em ambos os seus significados, como ponte e como um teste, é utilizado como uma metáfora para encontrar o termo médio de um silogismo.
- Pons Asinorum é um nome dado a uma configuração particular à um Cubo de Rubik.[4]